# Medenbach (Breitscheid)
Medenbach ist einer der fünf Ortsteile der Gemeinde Breitscheid im mittelhessischen Lahn-Dill-Kreis. Der Ort liegt im östlichen Westerwald.

## Geografie

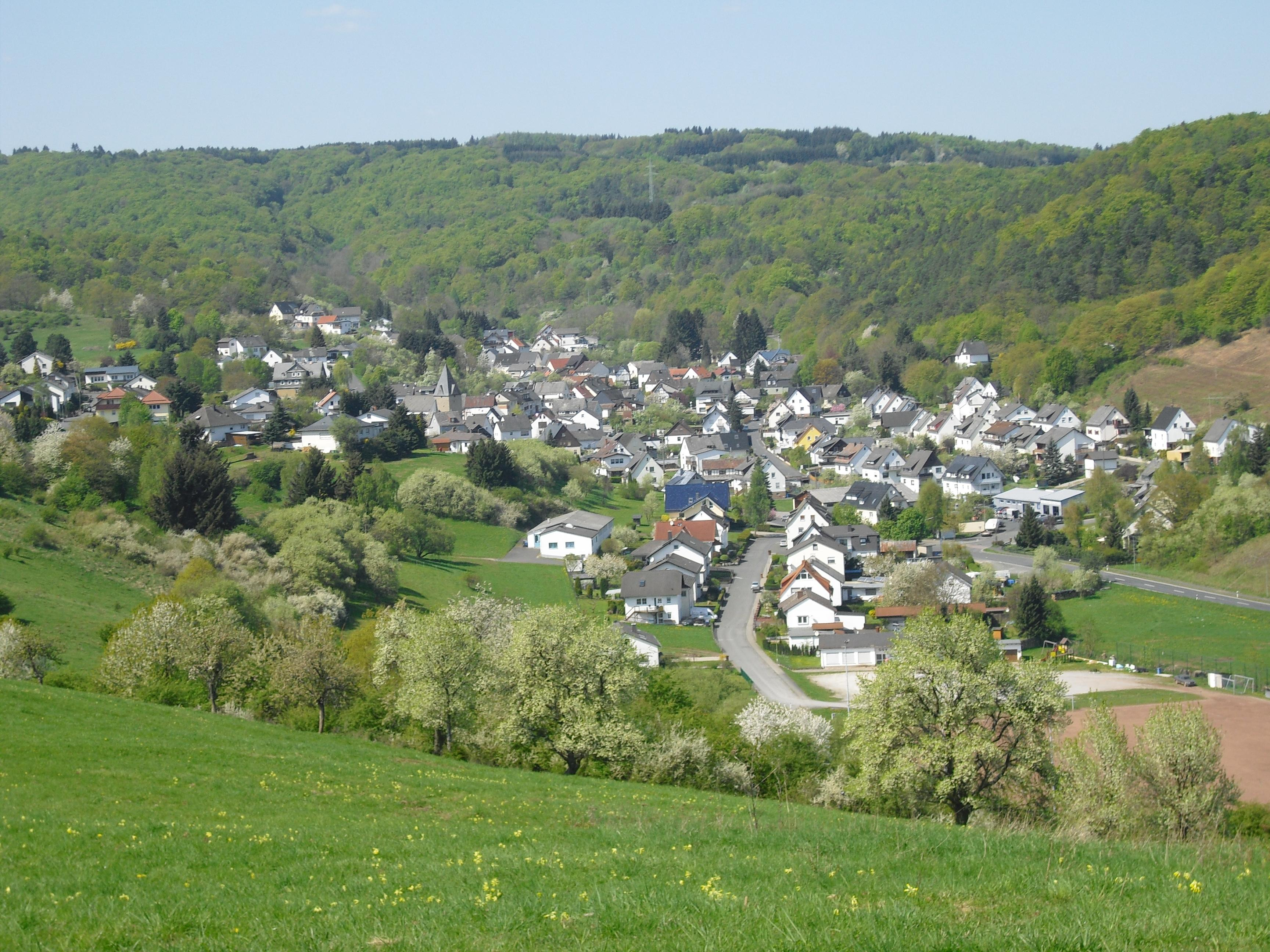
Ein Blick auf Medenbach

Der Ort liegt im am östlichen Rand des Hohen Westerwald etwa 5 km nordwestlich von Herborn und 6 km südwestlich von Dillenburg. Die Entfernung nach Siegen beträgt etwa 25 km Luftlinie und nach Wetzlar 25 km. Medenbach liegt nahe der hessischen Landesgrenze zu Nordrhein-Westfalen. Die Entfernung zum Dreiländereck Hessen – Rheinland-Pfalz – Nordrhein-Westfalen beträgt 5,3 km. Die Gemarkung des Ortes hat eine Größe von 6,74 km². Im Nordwesten ist sie stark bewaldet. Der höchste Punkt Medenbachs ist das Alte Feld (im Volksmund: Gatte) und liegt 492,5 m. ü.NN.
Die angrenzenden Orte sind, von Norden im Uhrzeigersinn beginnend: Donsbach (Stadt Dillenburg), Uckersdorf (Stadt Herborn), Erdbach, Breitscheid (beide Gemeinde Breitscheid) und Langenaubach (Stadt Haiger).
Der Ort liegt am Medenbach, der sich bei Uckersdorf mit dem Amdorfbach vereinigt und in die Dill mündet. Nördlich des Ortes erhebt sich der Otterich (463 m ü.NN), nordwestlich der Lauberg (492 m ü.NN). Südlich des Ortes, Richtung Erdbach, befindet sich der Mühlberg (376 m ü.NN).

## Geschichte

### Ortsgeschichte
Der Name Medenbach deutet auf eine durchgehende Besiedlung des Ortes seit der merowingisch Siedlungsperiode um das 6./7. Jahrhundert hin. Medenbach gehörte zur Herborner Mark, die ab dem 12. Jahrhundert unter den Einfluss des Hauses Nassau kam. Die älteste erhaltene urkundliche Erwähnung erfolgte vor 1353 in einer Güterbeschreibung der Kapelle zu Ballersbach. Bis 1588 gehörte der Ort zur Pfarrei Herborn, seitdem zur Pfarrei Breitscheid. Wirtschaftliche Grundlage des Ortes bildeten lange der Abbau und die Verarbeitung von Bodenschätzen. So wird der Ort im 19. Jahrhundert für seinen guten Roteisenstein gelobt.
Im Zuge der Gebietsreform in Hessen wurde zum 1. Januar 1977 die bis dahin selbstständige Gemeinde Medenbach durch das Gesetz zur Neugliederung des Dillkreises, der Landkreise Gießen und Wetzlar und der Stadt Gießen der Gemeinde Breitscheid angegliedert. Für Medenbach wurde ein Ortsbezirk  gebildet.

### Verwaltungsgeschichte im Überblick
Die folgende Liste zeigt die Staaten und Verwaltungseinheiten, denen Medenbach angehört(e):
- vor 1739: Heiliges Römisches Reich, Grafschaft/Fürstentum Nassau-Dillenburg, Amt Herborn[6]
- ab 1739: Heiliges Römisches Reich, Fürstentum Nassau-Diez, Amt Herborn
- 1806–1813: Großherzogtum Berg,[Anm. 2] Département Sieg, Arrondissement Dillenburg, Kanton Herborn
- 1813–1815: Fürstentum Nassau-Oranien, Amt Herborn
- ab 1816: Herzogtum Nassau,[Anm. 3] Amt Herborn
- ab 1849: Herzogtum Nassau, Kreisamt Herborn[Anm. 4]
- ab 1854: Herzogtum Nassau, Amt Herborn
- ab 1867: Königreich Preußen,[Anm. 5] Provinz Hessen-Nassau, Regierungsbezirk Wiesbaden, Dillkreis[Anm. 6]
- ab 1871: Deutsches Reich, Königreich Preußen, Provinz Hessen-Nassau, Regierungsbezirk Wiesbaden, Dillkreis
- ab 1918: Deutsches Reich (Weimarer Republik), Freistaat Preußen, Provinz Hessen-Nassau, Regierungsbezirk Wiesbaden, Dillkreis
- ab 1932: Deutsches Reich, Freistaat Preußen, Provinz Hessen-Nassau, Regierungsbezirk Wiesbaden, Landkreis Dillenburg
- ab 1933: Deutsches Reich, Freistaat Preußen, Provinz Hessen-Nassau, Regierungsbezirk Wiesbaden, Dillkreis
- ab 1944: Deutsches Reich, Freistaat Preußen, Provinz Nassau, Dillkreis
- ab 1945: Amerikanische Besatzungszone,[Anm. 7] Groß-Hessen, Regierungsbezirk Wiesbaden, Dillkreis
- ab 1949: Bundesrepublik Deutschland, Land Hessen, Regierungsbezirk Wiesbaden, Dillkreis
- ab 1968: Bundesrepublik Deutschland, Land Hessen, Regierungsbezirk Darmstadt, Dillkreis
- ab 1977: Bundesrepublik Deutschland, Land Hessen, Regierungsbezirk Darmstadt, Lahn-Dill-Kreis, Gemeinde Breitscheid[Anm. 8]
- ab 1981: Bundesrepublik Deutschland, Land Hessen, Regierungsbezirk Gießen, Lahn-Dill-Kreis, Gemeinde Breitscheid

## Bevölkerung
Einwohnerstruktur 2011
Nach den Erhebungen des Zensus 2011 lebten am Stichtag dem 9. Mai 2011 in Medenbach 1188 Einwohner. Darunter waren 24 (2,0 %) Ausländer.
Nach dem Lebensalter waren 219 Einwohner unter 18 Jahren, 474 zwischen 18 und 49, 255 zwischen 50 und 64 und 240 Einwohner waren älter.
Die Einwohner lebten in 426 Haushalten. Davon waren 84 Singlehaushalte, 123 Paare ohne Kinder und 189 Paare mit Kindern, sowie 24 Alleinerziehende und 3 Wohngemeinschaften. In 78 Haushalten lebten ausschließlich Senioren und in 294 Haushaltungen lebten keine Senioren.
Einwohnerentwicklung
| Medenbach: Einwohnerzahlen von 1834 bis 2019 | Medenbach: Einwohnerzahlen von 1834 bis 2019 | Medenbach: Einwohnerzahlen von 1834 bis 2019 | Medenbach: Einwohnerzahlen von 1834 bis 2019 | Medenbach: Einwohnerzahlen von 1834 bis 2019 |
| --- | -------------------------------------------- | -------------------------------------------- | -------------------------------------------- | -------------------------------------------- |
| Jahr |                                              |                                              |                                              | Einwohner                                    |
| 1834 | 1834                                         |                                              | 298                                          | 298                                          |
| 1840 | 1840                                         |                                              | 305                                          | 305                                          |
| 1846 | 1846                                         |                                              | 291                                          | 291                                          |
| 1852 | 1852                                         |                                              | 278                                          | 278                                          |
| 1858 | 1858                                         |                                              | 297                                          | 297                                          |
| 1864 | 1864                                         |                                              | 351                                          | 351                                          |
| 1871 | 1871                                         |                                              | 334                                          | 334                                          |
| 1875 | 1875                                         |                                              | 332                                          | 332                                          |
| 1885 | 1885                                         |                                              | 318                                          | 318                                          |
| 1895 | 1895                                         |                                              | 367                                          | 367                                          |
| 1905 | 1905                                         |                                              | 378                                          | 378                                          |
| 1910 | 1910                                         |                                              | 396                                          | 396                                          |
| 1925 | 1925                                         |                                              | 443                                          | 443                                          |
| 1939 | 1939                                         |                                              | 457                                          | 457                                          |
| 1946 | 1946                                         |                                              | 637                                          | 637                                          |
| 1950 | 1950                                         |                                              | 676                                          | 676                                          |
| 1956 | 1956                                         |                                              | 731                                          | 731                                          |
| 1961 | 1961                                         |                                              | 786                                          | 786                                          |
| 1967 | 1967                                         |                                              | 887                                          | 887                                          |
| 1970 | 1970                                         |                                              | 965                                          | 965                                          |
| 2008 | 2008                                         |                                              | 1.253                                        | 1.253                                        |
| 2010 | 2010                                         |                                              | 1.225                                        | 1.225                                        |
| 2011 | 2011                                         |                                              | 1.188                                        | 1.188                                        |
| 2015 | 2015                                         |                                              | 1.179                                        | 1.179                                        |
| 2019 | 2019                                         |                                              | 1.138                                        | 1.138                                        |
| Datenquelle: Historisches Gemeindeverzeichnis für Hessen: Die Bevölkerung der Gemeinden 1834 bis 1967. Wiesbaden: Hessisches Statistisches Landesamt, 1968. Weitere Quellen: LAGIS, nach 1970: Gemeinde Breitscheid (siehe webarchiv; mehrere Werte.); Zensus 2011 |                                              |                                              |                                              |                                              |

Historische Religionszugehörigkeit
| • 1885: | 272 evangelische (= 85,53 %), kein katholische und 46 Christen anderer Konfessionen (= 14,47 %) |
| • 1961: | 644 evangelische (= 81,93 %), 89 römisch-katholische (= 11,32 %) Einwohner                      |

## Politik
Der Ort gehört bei Wahlen zum Deutschen Bundestag zum Wahlkreis „173 Lahn-Dill“, für Wahlen zum Hessischen Landtag zum Wahlkreis „21 Lahn-Dill I“.
Ortsbeirat
Für Medenbach besteht ein Ortsbezirk (Gebiete der ehemaligen Gemeinde Medenbach) mit Ortsbeirat und Ortsvorsteher nach der Hessischen Gemeindeordnung. Der Ortsbeirat besteht aus fünf Mitgliedern. Bei den Kommunalwahlen in Hessen 2021 betrug die Wahlbeteiligung zum Ortsbeirat 43,97 %. Dabei wurden gewählt: zwei Mitglieder der SPD und drei Mitglieder der „Freien Wählergemeinschaft (FWG)“. Der Ortsbeirat wählte Yannick Konrad (SPD) zum Ortsvorsteher.

## Sehenswürdigkeiten

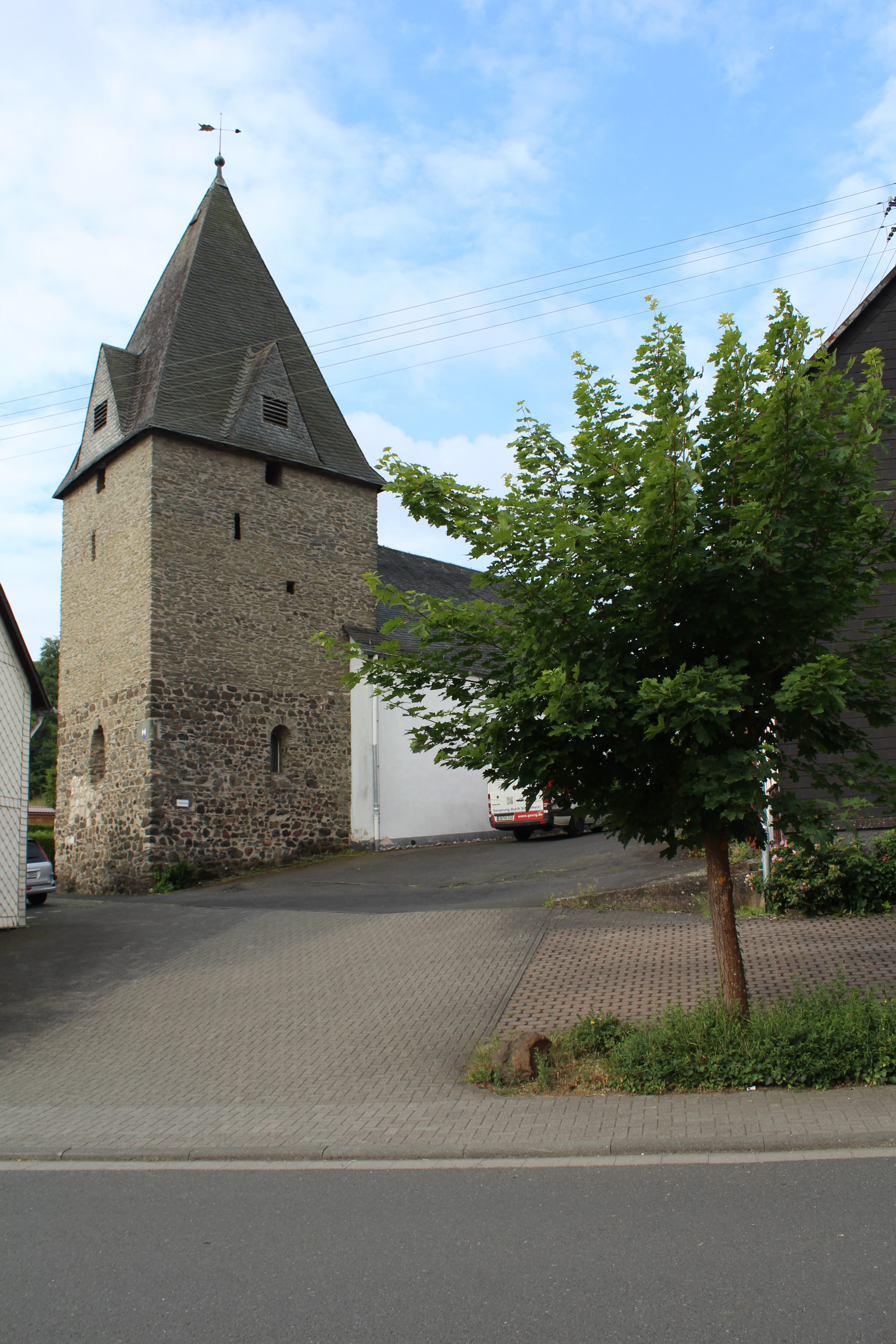
Mittelalterlicher Chorturm in Medenbach

Medenbach verfügt über eine im Kern mittelalterliche Kirche. Diese evangelische Kirche besitzt einen Chorturm im frühgotischen Stil mit pyramidenförmigem Dach. Im Inneren des Turms haben sich Reste einer mittelalterlichen Wandmalerei erhalten. Dieses Bild zeigt die Szene Christus vor Pilatus. Der Turm wurde 1966 umfassend restauriert. An den Turm schließt sich ein modernes Kirchenschiff an.
Die Bebauung des Ortes folgt dem engen Talverlauf des Medenbachs. Im Ort haben sich einige Fachwerkgebäude des 18. Jahrhunderts erhalten. Weiterhin verfügt der Ort über vier gusseiserne Laufbrunnen aus dem 19. Jahrhundert, die Denkmalwert besitzen.
Für die anderen Kulturdenkmäler des Ortes siehe die Liste der Kulturdenkmäler in Medenbach.

## Wirtschaft und Infrastruktur
Medenbach verfügt über ein Dorfgemeinschaftshaus, ein Freibad und ein Pflegeheim.
Südwestlich des Ortes befindet sich ein Kalksteinbruch. Diese Kalkvorkommen entstanden aus einem Korallenstock der Devonzeit. 1993 wurde dort der Zugang zum Herbstlabyrinth-Adventhöhle-System entdeckt.

### Verkehr
Der Ort hat keinen direkten Zugang zum Bundesfernstraßennetz. Die nächste Zufahrt zur B 255 (Herborn – Montabaur) befindet sich bei Amdorf (ca. 5 km). Die nächste Zufahrt zur B 277 (Herborn – Dillenburg) befindet sich bei Burg. Die nächste Autobahnauffahrt ist in ca. 6 Kilometern Entfernung die Auffahrt Herborn-West an der A 45.
Früher hatte der Ort einen Haltepunkt an der Bahnstrecke Haiger–Breitscheid. Heute befindet sich der nächstgelegene Bahnhof in Herborn (Dillkr) an der Dillstrecke.
Es bestehen Busverbindungen nach Breitscheid und Herborn. Die Entfernung zum Flughafen Frankfurt beträgt 106 km, nach Köln/Bonn ca. 109 km.

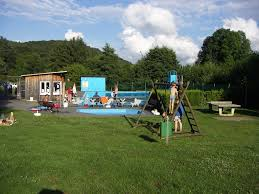
Medenbach verfügt als einziger Ortsteil der Gemeinde Breitscheid über ein eigenes Freibad.

Nahe Medenbach verläuft der Westerwaldsteig, ein Fernwanderweg von Herborn nach Bad Hönningen, der Rothaarsteig, ein Fernwanderweg von Dillenburg nach Brilon, sowie der Hessischen Radfahrweg R8 von Frankenberg (Eder) nach Heppenheim.

### Bildung
In Medenbach existieren ein Kindergarten und eine Grundschule. Weiterführende Schulen können in Breitscheid (Haupt- und Realschule) sowie in Herborn oder Dillenburg (Gymnasium) besucht werden.